# Landkreis Kusel

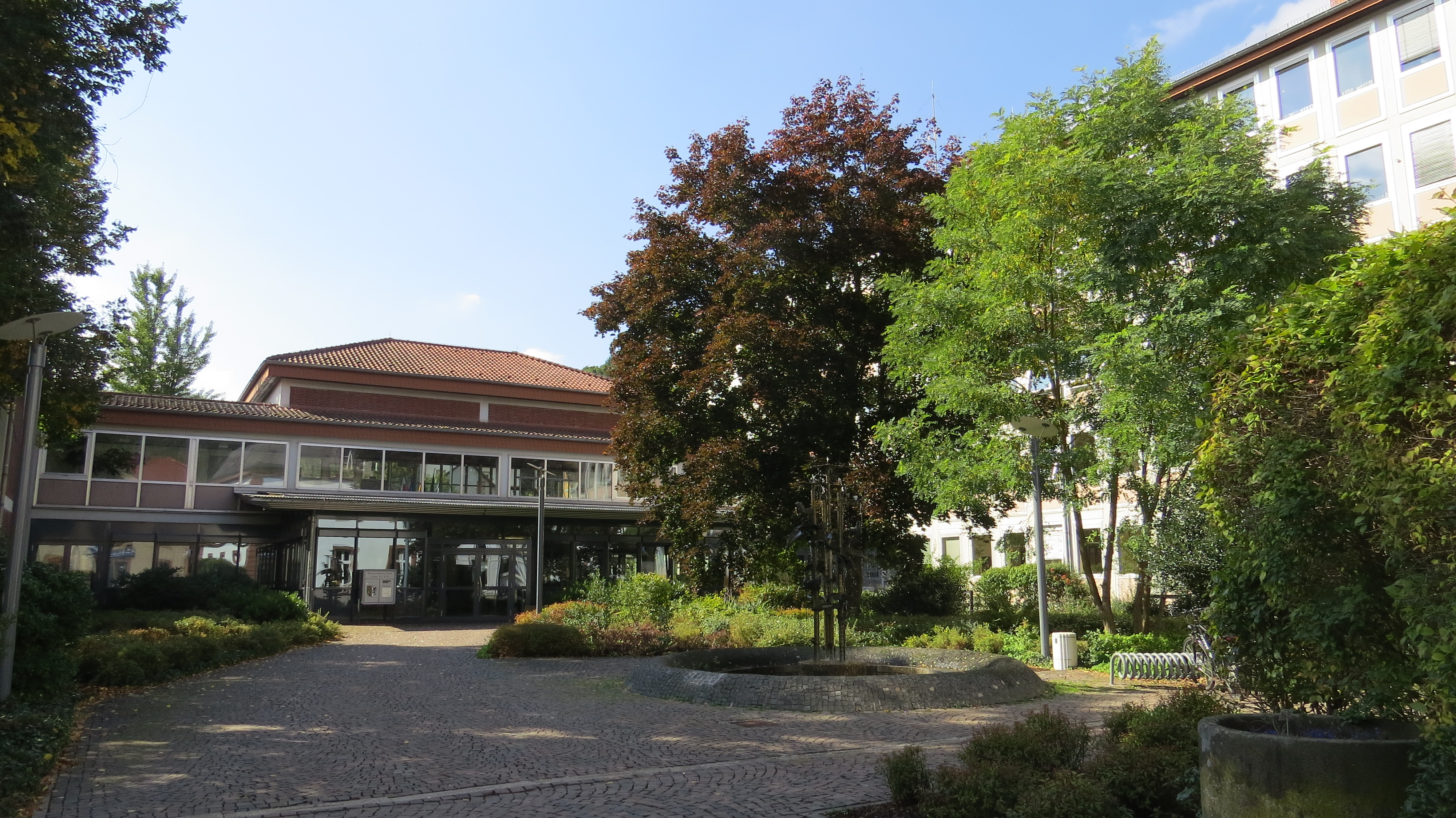
Kreisverwaltung Kusel

Der Landkreis Kusel ist eine Gebietskörperschaft im Südwesten von Rheinland-Pfalz. Sitz der Kreisverwaltung ist die gleichnamige Stadt Kusel, Deutschlands drittkleinste Kreisstadt. Ein Großteil der Bevölkerung lebt in Dörfern mit weniger als 1000 Einwohnern.

## Geographie

### Lage
Der Landkreis Kusel liegt im Nordpfälzer Bergland. Höchste Erhebungen sind der Herzerberg (585 m, Ortsgemeinde Reichweiler), der Königsberg (568 m), der Potzberg (562 m) und der Selberg (546 m). Größte Flüsse sind die Lauter und der Glan. Im Süden hat der Kreis Anteil an der Kaiserslauterer Senke.

### Nachbarkreise
Der Landkreis grenzt im Uhrzeigersinn im Nordwesten beginnend an die Landkreise Birkenfeld, Bad Kreuznach, Donnersbergkreis und Kaiserslautern (alle in Rheinland-Pfalz) sowie Saarpfalz-Kreis, Neunkirchen und St. Wendel (alle im Saarland).

## Geschichte
Der heutige Kreis Kusel entstand zu Anfang des 19. Jahrhunderts als Landkommissariat Kusel, nachdem die Pfalz an Bayern gefallen war. 1862 wurde daraus das Bezirksamt Kusel.
Nach dem Ersten Weltkrieg wurden 1920 die Gemeinden Altenkirchen, Börsborn, Breitenbach, Brücken, Dietschweiler, Dittweiler, Dunzweiler, Elschbach, Frohnhofen, Glan-Münchweiler, Gries, Haschbach, Kübelberg, Nanzweiler, Niedermiesau, Obermiesau, Sand, Schmittweiler, Schönenberg, Steinbach am Glan und Waldmohr, die bis dahin zum Bezirksamt Homburg gehört hatten, dem Bezirksamt Kusel angeschlossen. Sie wurden von Waldmohr aus verwaltet, wo eine Bezirksamtsaußenstelle (ab 1939 Landratsaußenstelle genannt) eingerichtet wurde. Grund war die Abtrennung des Hauptteiles des Bezirksamts Homburg an das Saargebiet.
1939 wurde das Bezirksamt Kusel wie alle bayerischen Bezirksämter in Landkreis umbenannt. Am 1. August 1940 wurde die Außenstelle zugunsten der Verwaltung in Kusel aufgehoben.
Der Landkreis war nach dem Zweiten Weltkrieg Teil der französischen Besatzungszone. Die Errichtung des Landes Rheinland-Pfalz wurde am 30. August 1946 als letztes Land in den westlichen Besatzungszonen durch die Verordnung Nr. 57 der französischen Militärregierung unter General Marie-Pierre Kœnig angeordnet. Es wurde zunächst als „rhein-pfälzisches Land“ bzw. als „Land Rheinpfalz“ bezeichnet; der Name Rheinland-Pfalz wurde erst mit der Verfassung vom 18. Mai 1947 festgelegt.
1947 verließen die Ostertaler Gemeinden Osterbrücken, Hoof, Marth, Saal, Niederkirchen und Bubach (heute Stadtteile der Kreisstadt St. Wendel) nach einer Volksabstimmung den Kreis und wechselten in den saarländischen Landkreis St. Wendel. Hauptanliegen der Ostertaler Bevölkerung war die Arbeitsplatzsicherheit für die meist im Saarland arbeitenden Menschen. Die Ängste schienen begründet, da 1929 Pfälzer die ersten waren, die von Entlassungen im damals französisch verwalteten Saargebiet betroffen waren.
Der erste Schritt der Kreisreform in Rheinland-Pfalz am 7. Juni 1969 brachte eine Reihe von Gebietsänderungen:
- Die Gemeinden Hoppstädten und Medard wechselten aus dem Landkreis Bad Kreuznach in den Landkreis Kusel.
- Die Gemeinden Pfeffelbach, Reichweiler, Ruthweiler, Thallichtenberg, Buborn, Deimberg, Grumbach, Hausweiler, Herren-Sulzbach, Homberg, Kappeln, Kirrweiler, Langweiler, Merzweiler, Niederalben, Niedereisenbach, Offenbach am Glan, Unterjeckenbach und Wiesweiler wechselten aus dem Landkreis Birkenfeld in den Landkreis Kusel. Dabei handelte es sich um die meisten nördlich des Glan liegenden Orte im heutigen Kreisgebiet.
- Die Gemeinden Bettenhausen, Gimsbach, Matzenbach und Nanzdiezweiler wechselten aus dem Landkreis Kaiserslautern in den Landkreis Kusel.
- Die Gemeinden Becherbach, Gangloff, Reiffelbach, Roth und Schmittweiler wechselten aus dem Landkreis Kusel in den Landkreis Bad Kreuznach.
- Die Gemeinden Albersbach, Frankelbach und Kollweiler wechselten aus dem Landkreis Kusel in den Landkreis Kaiserslautern.

Am 22. April 1972 wurde die Gemeinde Miesau in den Landkreis Kaiserslautern umgegliedert und am 16. März 1974 wechselten die Gemeinden Rathskirchen, Reichsthal und Seelen in den Donnersbergkreis. 1994 wurden durch das rheinland-pfälzische „Landesgesetz über die Auflösung des Gutsbezirks Baumholder und seine kommunale Neugliederung“ vom 2. Nov. 1993 (GVBl. S. 518) Teile des Truppenübungsplatzes Baumholder, darunter die ehemaligen Gemarkungen Ilgesheim und Oberjeckenbach, in den Landkreis Kusel umgegliedert.
Die alten Grenzen zeigen sich heute noch in den Gliederungen der evangelischen und der katholischen Kirche. Teile der Verbandsgemeinden Kusel-Altenglan und Lauterecken-Wolfstein gehören zum Kirchenkreis Obere Nahe, welcher zur Evangelischen Kirche im Rheinland gehört. Die restlichen Gemeinden im Kreis gehören der Evangelischen Kirche der Pfalz an. Ebenso verläuft die Grenze zwischen den Bistümern Trier und Speyer. Protestanten bilden im Landkreis Kusel eine Mehrheit
Am 25. Mai 2009 erhielt der Landkreis den von der Bundesregierung verliehenen Titel „Ort der Vielfalt“.

### Einwohnerstatistik

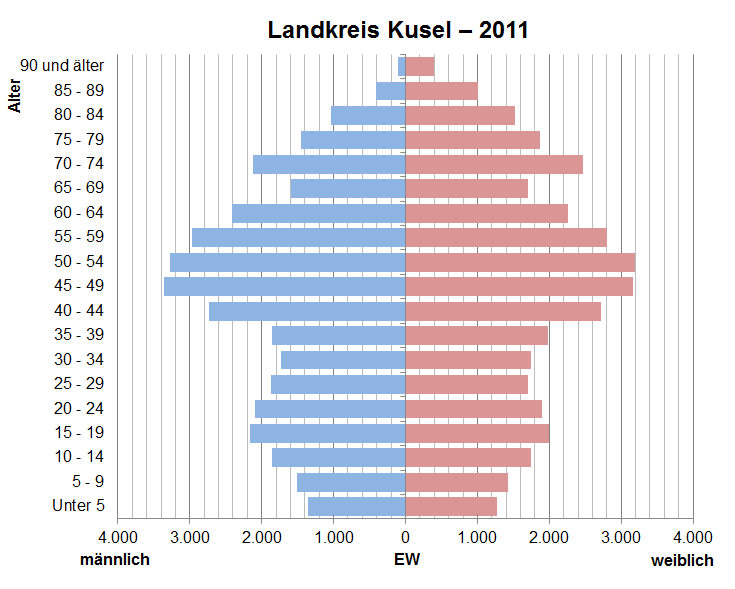
Bevölkerungspyramide für den Kreis Kusel (Datenquelle: Zensus 2011)

| Jahr | Einwohner | Quelle |
| ---- | --------- | ------ |
| 1864 | 40.488    | [ 8 ]  |
| 1885 | 41.954    | [ 9 ]  |
| 1900 | 43.590    | [ 10 ] |
| 1910 | 46.730    | [ 10 ] |
| 1925 | 65.453    | [ 10 ] |
| 1939 | 65.770    | [ 10 ] |
| 1950 | 69.478    | [ 10 ] |
| 1960 | 74.300    | [ 10 ] |
| 1970 | 82.700    | [ 11 ] |
| 1980 | 75.200    | [ 12 ] |
| 1990 | 76.400    | [ 13 ] |
| 2000 | 78.700    | [ 14 ] |
| 2010 | 72.602    |        |
| 2016 | 70.899    | [ 15 ] |
| 2022 | 71.462    | [ 16 ] |

### Konfessionsstatistik
Am 30. Juni 2005 waren 62,0 %  der Einwohner evangelisch, 22,9 %  katholisch und 15,1 % waren konfessionslos oder gehörten einer anderen Glaubensgemeinschaft an. Gemäß dem Zensus 2022 waren im Jahr 2022 49,9 % der Einwohner evangelisch, 20,1 % katholisch, und 30,0 % waren konfessionslos, gehörten einer anderen Glaubensgemeinschaft an oder machten keine Angabe. Mit Stand Juli 2025 waren von den Einwohnern 45,5 % evangelisch, 18,4 % katholisch und 36,0 % waren konfessionslos oder gehörten einer anderen Glaubensgemeinschaft an. Der Anteil der evangelischen und katholischen Kirchenmitglieder an der Gesamtbevölkerung ist demnach im beobachteten Zeitraum gesunken.

## Politik

### Kreistag
Der Kreistag des Landkreises Kusel besteht aus 38 in einer personalisierten Verhältniswahl gewählten Kreistagsmitgliedern und dem Landrat als Vorsitzendem.
Wegen der Besonderheiten des rheinland-pfälzischen Wahlsystems bei den Kommunalwahlen (personalisierte Verhältniswahl) sind die angegebenen prozentualen Stimmanteile als gewichtete Ergebnisse ausgewiesen, die das Wahlverhalten nur rechnerisch wiedergeben.
Die Parteien und Wählergruppen erzielten folgende Ergebnisse:
| Parteien und Wählergruppen | % 2024 | Sitze 2024 | % 2019 | Sitze 2019 | % 2014 | Sitze 2014 |
| -------------------------- | ------ | ---------- | ------ | ---------- | ------ | ---------- |
| CDU                        | 24,5   | 10         | 25,9   | 10         | 28,6   | 11         |
| SPD                        | 21,8   | 8          | 29,0   | 11         | 40,2   | 15         |
| AfD                        | 18,6   | 7          | 12,0   | 5          | –      | –          |
| WGD 1                      | 13,0   | 5          | –      | –          | –      | –          |
| FWG                        | 12,7   | 5          | 14,1   | 5          | 14,5   | 6          |
| GRÜNE                      | 5,7    | 2          | 10,6   | 4          | 7,5    | 3          |
| FDP                        | 3,8    | 1          | 4,6    | 2          | 3,6    | 1          |
| DIE LINKE.                 | –      | –          | 3,8    | 1          | 5,7    | 2          |
| Gesamt                     | 100,0  | 38         | 100,0  | 38         | 100,0  | 38         |
| Wahlbeteiligung in %       | 68,4   | 68,4       | 65,6   | 65,6       | 61,0   | 61,0       |

### Bezirksamtmänner (bis 1938) und Landräte (ab 1939)
- 1911–1920 Georg Schmitt
- 1920–1924 Oskar Clemens
- 1924–1929 Ernst Alexander
- 1929–1936 Emil Kieffer
- 1936–1938 Erich Prieger
- 1938–1942 Robert Leuthner
- 1942/1943 Josef Opptiz auftragsweise
- 1944/1945 ?

- 1946–194800Theodor Henrich
- 1948–195600Erwin Simon
- 1956–198500Gustav Adolf Held (SPD)
- 1985–201700Winfried Hirschberger (SPD)
- seit 20170000Otto Rubly (CDU)

Otto Rubly trat sein Amt am 18. Oktober 2017 an. Bei der Stichwahl am 25. Juni 2017 hatte er sich mit einem Stimmenanteil von 54,7 % gegen Ulrike Nagel (SPD) durchgesetzt, nachdem bei der Direktwahl am 11. Juni 2017 keiner der ursprünglich fünf Bewerber eine ausreichende Mehrheit erreicht hatte.

### Wappen und Flagge

Hissflagge
Bannerflagge

Der Landkreis Kusel führt ein Wappen sowie eine Hiss- und Bannerflagge.
| Wappen des Landkreises Kusel | Blasonierung: „Gespalten: Vorne in Schwarz ein linksgewendeter, rot bewehrter goldener Löwe, hinten in Silber ein rot bewehrter, blauer Löwe.“ |
| Wappen des Landkreises Kusel | Wappenbegründung: Die beiden Löwen stehen für die beiden Herrschaften, die sich das überwiegende Kreisgebiet früher teilten, der goldene Löwe der Herrschaft Pfalz-Zweibrücken und der blaue Löwe der Grafschaft Veldenz. Das Wappen wurde am 13. Dezember 1965 genehmigt. |

## Verkehr
Im Landkreis Kusel erbaute die Gesellschaft der Pfälzischen Nordbahnen das Eisenbahnnetz. Schon 1868 wurde die Kreisstadt Kusel mit Landstuhl verbunden. Fünfzehn Jahre später – 1883 – entstand die Linie Kaiserslautern–Lauterecken. Von hier ging es 1896 weiter talabwärts in Richtung Nahetal nach Odernheim. In der Gegenrichtung konnte man ab 1904 bis Altenglan und unter Benutzung der Kuseler Bahn weiter von Glan-Münchweiler nach Homburg fahren.
Aus militärischen Gründen führte die Deutsche Reichsbahn 1936 die Kuseler Strecke weiter nach Schwarzerden und besaß nun ein Netz von 81 km Länge im heutigen Kreisgebiet. Davon wurde über die Hälfte stillgelegt:
- 1951: Kusel – Pfeffelbach (– Schwarzerden), 9 km
- 1981: (Homburg – Jägersburg – ) Waldmohr (– Glan-Münchweiler), 12 km
- 1985: Altenglan – Lauterecken-Grumbach, 20 km
- 1986: Lauterecken-Grumbach – Odenbach (– Staudernheim), 8 km

Wichtige Bahnhöfe im Kreisgebiet sind Altenglan, Glan-Münchweiler, Kusel, Lauterecken-Grumbach und Wolfstein.
Durch das Kreisgebiet führt die Bundesautobahn 62 Pirmasens–Kusel–Birkenfeld. Durch den Süden des Kreises führt außerdem ein kleines Stück der Bundesautobahn 6. Ferner durchziehen mehrere Bundesstraßen und Kreisstraßen das Kreisgebiet, darunter die B 420 und B 423.

## Städte und Gemeinden
(Einwohner am 31. Dezember 2024)
Verbandsgemeinden mit ihren verbandsangehörigen Gemeinden:
(Sitz der Verbandsgemeindeverwaltung *)
- 1. Verbandsgemeinde Kusel-Altenglan

1. Albessen (148)
2. Altenglan (2754)
3. Bedesbach (765)
4. Blaubach (418)
5. Bosenbach (745)
6. Dennweiler-Frohnbach (281)
7. Ehweiler (176)
8. Elzweiler (116)
9. Erdesbach (593)
10. Etschberg (658)
11. Föckelberg (340)
12. Haschbach am Remigiusberg (677)
13. Herchweiler (478)
14. Horschbach (237)
15. Konken (825)
16. Körborn (339)
17. Kusel, Stadt * (5332)
18. Neunkirchen am Potzberg (419)
19. Niederalben (327)
20. Niederstaufenbach (251)
21. Oberalben (209)
22. Oberstaufenbach (249)
23. Pfeffelbach (883)
24. Rammelsbach (1475)
25. Rathsweiler (144)
26. Reichweiler (529)
27. Ruthweiler (470)
28. Rutsweiler am Glan (291)
29. Schellweiler (492)
30. Selchenbach (313)
31. Thallichtenberg (528)
32. Theisbergstegen (675)
33. Ulmet (671)
34. Welchweiler (179)

- 2. Verbandsgemeinde Lauterecken-Wolfstein

1. Adenbach (146)
2. Aschbach (304)
3. Buborn (123)
4. Cronenberg (149)
5. Deimberg (102)
6. Einöllen (400)
7. Eßweiler (380)
8. Ginsweiler (267)
9. Glanbrücken (472)
10. Grumbach (460)
11. Hausweiler (43)
12. Hefersweiler (559)
13. Heinzenhausen (254)
14. Herren-Sulzbach (157)
15. Hinzweiler (295)
16. Hohenöllen (358)
17. Homberg (206)
18. Hoppstädten (287)
19. Jettenbach (737)
20. Kappeln (193)
21. Kirrweiler (158)
22. Kreimbach-Kaulbach (719)
23. Langweiler (209)
24. Lauterecken, Stadt * (1990)
25. Lohnweiler (364)
26. Medard (458)
27. Merzweiler (165)
28. Nerzweiler (107)
29. Nußbach (554)
30. Oberweiler im Tal (159)
31. Oberweiler-Tiefenbach (268)
32. Odenbach (763)
33. Offenbach-Hundheim (1006)
34. Reipoltskirchen (332)
35. Relsberg (180)
36. Rothselberg (622)
37. Rutsweiler an der Lauter (374)
38. Sankt Julian (1046)
39. Unterjeckenbach (65)
40. Wiesweiler (387)
41. Wolfstein, Stadt (1835)

- 3. Verbandsgemeinde Oberes Glantal

1. Altenkirchen (Pfalz) (1302)
2. Börsborn (435)
3. Breitenbach (1768)
4. Brücken (Pfalz) (2086)
5. Dittweiler (879)
6. Dunzweiler (870)
7. Frohnhofen (456)
8. Glan-Münchweiler (1141)
9. Gries (1053)
10. Henschtal (325)
11. Herschweiler-Pettersheim (1285)
12. Hüffler (471)
13. Krottelbach (619)
14. Langenbach (448)
15. Matzenbach (589)
16. Nanzdietschweiler (1106)
17. Ohmbach (755)
18. Quirnbach/Pfalz (505)
19. Rehweiler (416)
20. Schönenberg-Kübelberg * (5557)
21. Steinbach am Glan (863)
22. Wahnwegen (641)
23. Waldmohr, Stadt (5124)

Die folgenden Gemeinden verloren bis heute ihre Eigenständigkeit:
- Berzweiler, am 7. Juni 1969 zu Hefersweiler
- Bledesbach, am 17. März 1974 zu Kusel
- Diedelkopf, 1939 zu Kusel
- Dietschweiler, am 7. Juni 1969 zu Nanzdietschweiler
- Eisenbach, am 7. Juni 1969 zu Matzenbach
- Elschbach, am 7. Juni 1969 zu Miesau
- Eschenau, am 7. Juni 1969 zu Sankt Julian
- Friedelhausen, am 1. Januar 1971 zu Bosenbach
- Frutzweiler, am 7. Juni 1969 zu Steinbach
- Gimsbach, am 20. März 1971 zu Matzenbach
- Godelhausen, am 7. Juni 1969 zu Theisbergstegen
- Gumbsweiler, am 7. Juni 1969 zu Sankt Julian
- Hachenbach, am 7. Juni 1969 zu Glanbrücken
- Haschbach am Glan, am 7. Juni 1969 zu Henschtal
- Hundheim, am 7. Juni 1969 zu Offenbach-Hundheim
- Kaulbach, am 7. Juni 1969 zu Kreimbach-Kaulbach
- Kreimbach, am 7. Juni 1969 zu Kreimbach-Kaulbach
- Kübelberg, am 7. Juni 1969 zu Schönenberg-Kübelberg
- Liebsthal, am 9. März 1975 zu Quirnbach
- Mühlbach am Glan, am 7. Juni 1969 zu Altenglan
- Nanzdiezweiler, am 7. Juni 1969 zu Nanzdietschweiler
- Nanzweiler, am 7. Juni 1969 zu Nanzdietschweiler
- Niedereisenbach, am 7. Juni 1969 zu Glanbrücken
- Niedermiesau, am 1937 zu Miesau
- Niederohmbach, am 1. Oktober 1937 zu Ohmbach
- Obermiesau, am 1937 zu Miesau
- Oberohmbach, am 1. Oktober 1937 zu Ohmbach
- Patersbach, am 7. Juni 1969 zu Altenglan
- Roßbach i. d. Pf., am 7. Juni 1969 zu Wolfstein
- Rudolphskirchen, am 7. Juni 1969 zu Rathskirchen
- Sand, am 7. Juni 1969 zu Schönenberg-Kübelberg
- Schmittweiler, am 7. Juni 1969 zu Schönenberg-Kübelberg
- Schönenberg, am 7. Juni 1969 zu Schönenberg-Kübelberg
- Trahweiler, am 7. Juni 1969 zu Henschtal

Siehe auch
- Listen zu dem Begriff „Gebietsveränderungen“ siehe Gebietsreformen in Rheinland-Pfalz
- Gemeinden und Gemeindeteile: Liste der Orte im Landkreis Kusel

## Kfz-Kennzeichen
Am 1. Juli 1956 wurde dem Landkreis bei der Einführung der bis heute gültigen Kfz-Kennzeichen das Unterscheidungszeichen KUS zugewiesen. Es wird durchgängig bis heute ausgegeben.